# Il signore del mondo
Il signore del mondo (Master of the World) è un mediometraggio d'animazione televisivo del 1976 diretto da Leif Gram. Basato sul romanzo del 1904 Padrone del mondo di Jules Verne, il film fu prodotto dallo studio d'animazione australiano Air Programs International per il ciclo Famous Classic Tales della CBS, dove fu trasmesso il 23 ottobre 1976. È stato distribuito in VHS col titolo Il padrone del mondo.

## Trama
Nel 1910 a Morganton si verificano delle scosse sismiche che sembrano causate da un'eruzione sugli Appalachi. John Strock, ispettore della polizia federale di Washington, si reca sui monti Blue Ridge per indagare e scopre che i misteriosi fenomeni sono causati dal professor Robur, un geniale inventore che tre anni prima aveva affermato di aver inventato una macchina con cui avrebbe conquistato lo spazio. Deriso e rifiutato dai suoi colleghi, Robur ha costruito la macchina, in grado di funzionare come un motoscafo, un sottomarino, un'automobile o un aereo e capace di viaggiare alla velocità di 150 miglia orarie sulla terra e a più di 200 miglia orarie in volo, e ha deciso di usarla per vendicarsi autoproclamandosi "signore del mondo". Strock progetta di bloccare la macchina mentre fa rifornimento di carburante, ma invece viene catturato lui stesso da Robur, che successivamente guida il veicolo per eludere i suoi inseguitori finendo in mezzo a un temporale. Prima che possa attaccare Washington, la macchina viene colpita da un fulmine e cade nel Potomac. Strock viene salvato dopo essere stato espulso dal veicolo, ma non vengono ritrovati né il corpo di Robur né la macchina.

## Cast vocale
Il cast vocale originale è composto da:
- John Ewart
- Tim Eliott
- Matthew O'Sullivan
- Ron Haddrick
- Judy Morris[1]

## Distribuzione

### Edizione italiana
L'edizione italiana del film fu trasmessa a partire dal 1980 su alcune televisioni locali. Il doppiaggio fu eseguito presso la SEDIF con la collaborazione dei doppiatori della CVD.

### Edizioni home video
Il film fu pubblicato in VHS in America del Nord nel 1986 dalla MGM/UA Home Video e in Italia nel 1991 dalla De Agostini nella collana per l'edicola I grandi racconti d'avventura (dove era abbinato a un albo illustrato tratto da esso); in tale edizione fu rimossa la sequenza iniziale con il titolo.